# 拉佩雷尔
拉佩雷尔（法語：Lapeyrère，法語發音：[lapeʁɛʁ]）是法国上加龙省的一个市镇，属于米雷区。

## 地理
拉佩雷尔（43°12'23"N, 1°18'53"E）面积6.3 平方千米，位于法国奧克西塔尼大區上加龙省，该省份为法国西南部内陆省份，西南端与西班牙接壤，自此顺时针与上比利牛斯省、热尔省、塔恩-加龙省、塔恩省、奥德省和阿列日省接壤。
与拉佩雷尔接壤的市镇（或旧市镇、城区）包括：梅拉、谢于拉、圣苏珊、巴镇、卡南、拉图尔。

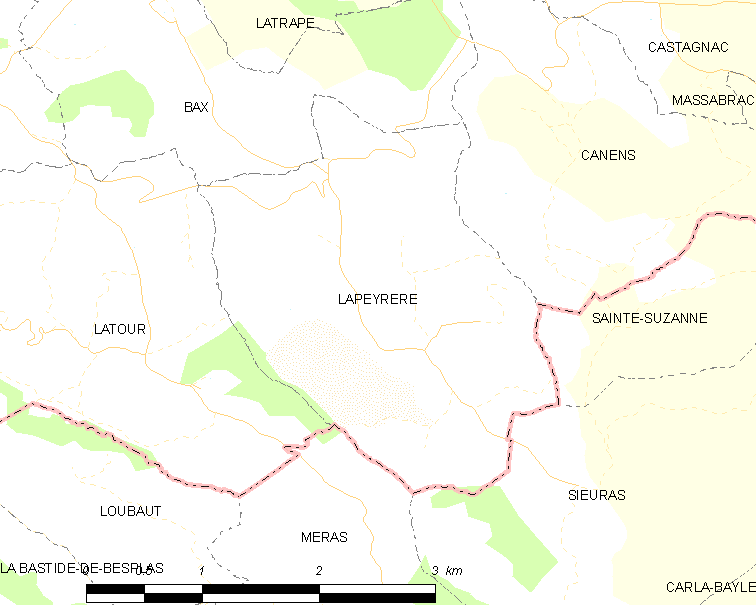
拉佩雷尔的OSM定位图

拉佩雷尔的时区为UTC+01:00、UTC+02:00（夏令时）。

## 行政
拉佩雷尔的邮政编码为31310，INSEE市镇编码为31272。

## 政治
拉佩雷尔所属的省级选区为欧特里沃县。

## 人口

1962-2008年间拉佩雷尔人口变化图示

拉佩雷尔于2022年1月1日时的人口数量为59人。